# Карбоне, Джунио
Джунио Карбоне (итал. Giunio Carbone; 1805, Генуя — 20 октября 1881, Флоренция) — итальянский библиотекарь, автор ряда книг.
Бо́льшую часть жизни работал во флорентийской Библиотеке Мальябеки, в 1863—1870 гг. провёл значительную работу по упорядочению фонда и каталога. Участвовал в организации выставки автографов и изданий Маккиавелли (1869).
В 1836—1837 гг. выпустил в двух томах «Компендиум по истории Лигурии от начала до 1814 года» (итал. Compendio della storia ligure dall'origine fino al 1814). От анонсированной Карбоне «Истории Флоренции от этрусков до настоящего времени» было напечатано только введение (1840).
Опубликовал ряд работ, связанных с Данте, в том числе статью «О топографическом устройстве Флоренции в эпоху Данте» (итал. Della costituzione topografica di Firenze nel secolo di Dante; 1860). Делом жизни Карбоне стал итальянский перевод «Словаря Данте» Людвига Блана (1859). Ему также принадлежит ряд работ по эстетической теории, в том числе небольшая книга «По поводу художественного подражания природе» (итал. Intorno la imitazione artistica della natura; 1842).